# Марсел Сабицер
Марсел Сабицер је аустријски професионални фудбалер који игра на позицији везног играча за бундеслигашки клуб Борусија Дортмунд и репрезентацију Аустрије.
Претежно игра као централни везни, Сабицер може да игра на више позиција у тиму, укључујући нападачког везног, дефанзивног везног, крилног играча и другог нападача.

## Играчка каријера

### Клубови
Сабицер је своју професионалну каријеру започео у Аустрији са Адмиром Вакер и Рапидом из Беча. Придружио се немачком клубу РБ Лајпциг 2014. и одмах је позајмљен Ред Бул Салцбургу на једну сезону. Сабицер је одиграо више од 200 наступа за РБ Лајпциг, пре него што га је Бајерн из Минхена потписао са њим у августу 2021. за трансфер од 16 милиона евра.
Сабицер је 1. фебруара 2023. потписао за Манчестер јунајтед на позајмици до краја сезоне. Дебитовао је три дана касније, ушао је као замена у победи у Премијер лиги 2022–23 против Кристал Паласа, чиме је постао први Аустријанац који је икада играо за клуб.
Дана 24. јула 2023., Сабицер је потписао четворогодишњи уговор са Борусијом из Дортмунда, а 12. августа постигао је свој први гол, у гостујућој победи над Шотом Мајнцом резултатом 6–1 у ДФБ-Бокалу.

### Репрезентација
Сабицер је представљао Аустрију на више омладинских међународних нивоа и дебитовао је у сениорској репрезентацији са 18 година у јуну 2012.
За сениорску репрезентацију Аустрије је одиграо преко 80 утакмица, свој деби је имао са 18 година на пеијатељској утакмици против Румуније која је завршена нерешено 0 : 0 и играо је на Европском првенству УЕФА 2016, 2020. и 2024. године.